# Podprefektura Kamikawa
Podprefektura Kamikawa (jap. 上川総合振興局 Kamikawa-sōgō-shinkō-kyoku) – podprefektura w Japonii, na wyspie Hokkaido. Jej stolicą jest miasto Asahikawa. Podprefektura ma powierzchnię 10 618,70 km². W 2020 r. mieszkały w niej 481 953 osoby, w 223 427 gospodarstwach domowych  (w 2010 r. 520 365 osób, w 224 815 gospodarstwach domowych) .
W jej skład wchodzą 4 większe miasta (shi), 17 mniejszych (chō) i 2 gminy wiejskie (mura).
W podprefekturze znajduje się port lotniczy Asahikawa, które rozciąga się na obrzeżach miast: Asahikawa i Higashikagura.
| Nazwa                  | Nazwa                      | Nazwa          | Powierzchnia (km²) | Ludność | Kod jednostki | Mapa |
| Polska nazwa           | Rōmaji                     | Kanji          | Powierzchnia (km²) | Ludność | Kod jednostki | Mapa |
| ---------------------- | -------------------------- | -------------- | ------------------ | ------- | ------------- | ---- |
| Aibetsu                | Aibetsu-chō                | 愛別町         | 250,13             | 2 605   | 01456         |      |
| Asahikawa (stolica)    | Asahikawa-shi              | 旭川市         | 747,66             | 329 306 | 01204         |      |
| Biei                   | Biei-chō                   | 美瑛町         | 676,78             | 9 668   | 01459         |      |
| Bifuka                 | Bifuka-chō                 | 美深町         | 672,09             | 4 145   | 01469         |      |
| Furano                 | Furano-shi                 | 富良野市       | 600,71             | 21 131  | 01229         |      |
| Higashikagura          | Higashikagura-chō          | 東神楽町       | 68,50              | 10 127  | 01453         |      |
| Higashikawa            | Higashikawa-chō            | 東川町         | 247,30             | 8 314   | 01458         |      |
| Horokanai              | Horokanai-chō              | 幌加内町       | 767,04             | 1 370   | 01472         |      |
| Kamifurano             | Kamifurano-chō             | 上富良野町     | 237,10             | 10 348  | 01460         |      |
| Kamikawa               | Kamikawa-chō               | 上川町         | 1 049,47           | 3 500   | 01457         |      |
| Kenbuchi               | Kenbuchi-chō               | 剣淵町         | 130,99             | 2 926   | 01465         |      |
| Minamifurano           | Minamifurano-chō           | 南富良野町     | 665,54             | 2 376   | 01462         |      |
| Nakafurano             | Nakafurano-chō             | 中富良野町     | 108,65             | 4 733   | 01461         |      |
| Nakagawa               | Nakagawa-chō               | 中川町         | 594,74             | 1 528   | 01471         |      |
| Nayoro                 | Nayoro-shi                 | 名寄市         | 535,20             | 27 282  | 01221         |      |
| Otoineppu              | Otoineppu-mura             | 音威子府村     | 275,63             | 706     | 01470         |      |
| Pippu                  | Pippu-chō                  | 比布町         | 86,90              | 3 520   | 01455         |      |
| Shibetsu               | Shibetsu-shi               | 士別市         | 1 119,22           | 17 858  | 01220         |      |
| Shimokawa              | Shimokawa-chō              | 下川町         | 644,20             | 3 126   | 01468         |      |
| Shimukappu             | Shimukappu-mura            | 占冠村         | 571,41             | 1 306   | 01463         |      |
| Takasu                 | Takasu-chō                 | 鷹栖町         | 139,42             | 6 567   | 01452         |      |
| Tōma                   | Tōma-chō                   | 当麻町         | 204,90             | 6 319   | 01454         |      |
| Wassamu                | Wassamu-chō                | 和寒町         | 225,11             | 3 192   | 01464         |      |
| Podprefektura Kamikawa | Kamikawa-sōgō-shinkō-kyoku | 上川総合振興局 | 10 618,70          | 481 953 | 01450         |      |